# Akonga Nsimbo
Akonga Nsimbo, född 9 januari 1982, är en friidrottare från Kongo-Kinshasa. Hon deltog vid olympiska sommarspelen 2000.